# Almaty
Almaty (kazašsky Алматы), dříve Alma-Ata (rusky Алма-Ата), do roku 1921 Věrnyj (rusky Верный) je největší město v Kazachstánu s 1 854 556 obyvateli (ke dni 1. ledna 2019). V letech 1927–1936 hlavní město Kazašské ASSR, od roku 1936 do roku 1991 hlavní město Kazašské sovětské socialistické republiky, od roku 1991 do roku 1997 hlavní město Republiky Kazachstán. Roku 1997 bylo hlavní město přeneseno do Akmoly (dnešní Astany).
Přestože město ztratilo politickou moc, stále jde o hlavní centrum kazašské kultury a financí. Nachází se zde například největší galerie země, Kastějevovo státní muzeum umění.  
Almaty se nachází na jihovýchodě země poblíž hranice s Kyrgyzstánem na úpatí pohoří Ťan-šanu. Díky tomuto pohoří má město osobité a mírné klimatické podmínky. Město bylo založeno v roce 1854 a v letech 1887 a 1911 bylo zničeno silnými zemětřeseními.
V roce 2008 je město jedno z nejdražších měst s číslem 44. Od konce devadesátých let bylo město masivně zastavováno novými budovami.

## Název města
- V pozdějším středověku se zde usadili turečtí a mongolští kočovníci
- 1854 – na místě dnešní kazašské Almaty bylo postaveno vojenské opevnění pod názvem Zailijskoe (Заили́йское)
- 1867 – Věrný (Ве́рное)
- 1921 – Alma-Ata
- 1993 – v souvislosti se změnou v úředním užívání státních orgánů Kazachstán se město nazvalo v ruském a kazašském jazyce „Almaty“

V Rusku je město stále označováno jako Alma-Ata: 17. srpna 1995 bylo vydáno nařízení prezidenta Ruské federace č. 1495 „Na psaní názvů států – bývalých sovětských republik a jejich hlavních měst“, podle něhož ve služební korespondenci a v oficiálních jednáních musí zástupci Ruské federace jmenovat bývalé hlavní město Kazachstánu Alma-Ata.
I přesto, že si jsou názvy podobné, Alma-Ata není odvozené slovo od Almaty. Mýtus o vzniku názvu, překladem z kazaštiny Alma = Jablko a Ata = Otec vznikl při pokusu vysvětlit si etymologii názvu ze dne 5. ledna 1921. „Otec-Jablek“ nemá žádný význam jak v kazašském, tak i v ruském jazyce. Název Almaty se přeloží jako „Jabloňový“.

## Historie
Almaty ve středověku těžila ze své polohy na Hedvábné stezce. Největšího rozkvětu dosáhla v období 10.–14. století. Rozvoj byl jednak zastaven poklesem významu Hedvábné stezky a začínajícími nájezdy Džúngarů. Vleklá válka byla ukončena až roku 1730 porážkou Džúngarů.
Moderní historie Almaty se datuje od roku 1854, kdy Rusové postavili na místě pevnost a pojmenovali ji Věrný. Následně do oblasti začali přicházet ruští rolníci a tatarští řemeslníci. Městem se stal Věrný v roce 1867. Významným datem Almaty je 28. květen 1887, kdy město bylo skoro celé zničeno zemětřesením.
Po Říjnové revoluci se Almaty dostala velice rychle do rukou Bolševikům. Oblast s městem se stala součástí Turkestánské autonomní sovětské socialistické republiky. V roce 1927 se Almaty stala hlavním městem Kazašské autonomní sovětské socialistické republiky. Díky tomu se město začalo velice rychle rozvíjet. Třikrát narostl počet obyvatel a proběhla mohutná industrializace. Konečně roku 1936 se stala Almaty hlavním městem Kazašské sovětské socialistické republiky, která odpovídala svými hranicemi dnešnímu nezávislému Kazachstánu.
Během druhé světové války se město velice rozrostlo. Mnoho institucí z Moskvy a Leningradu bylo evakuováno do Almaty. Město bylo sídlem velkého množství zbrojovek a továren, které zásobily Rudou armádu na Východní frontě. Po válce pokračoval rozvoj města, a to především v letech 1966–1971. Zástavba se orientovala na budovy, které byly schopny vydržet zemětřesení. V roce 1986 proběhly v Almaty nepokoje po odvolání Kazacha Dinmuhammeda Kunajeva, který zastával funkci prvního tajemníka Komunistické strany Kazachstánu a jeho nahrazení Grennadym Kolbimen, který byl etnický Rus. Demonstrací, které byly krvavě potlačeny, se účastnilo až 40 000 lidí. Zásah ozbrojených sil tehdy nepřežilo téměř 200 lidí.
To se ale dny SSSR blížily ke konci. V roce 1991 se Almaty stala hlavním městem nově vzniklé Kazašské republiky. Však v roce 1997 se přesunulo hlavní město do Astany. Hlavním důvodem byla poloha Almaty blízko hranice s politicky nestabilním Kyrgyzstánem, kde proběhla občanská válka, a stálá hrozba seismické aktivity. Na druhou stranu kritici přesunutí argumentovali velice nevhodným klimatem Astany (teplota klesá v zimě až k −40 °C) a polohou uprostřed stepi, kde široko daleko nic není. Od roku 1998 má Almaty speciální status vědeckého, kulturního, finančního a průmyslového centra Kazachstánu. Projekt má za cíl vytvořit z Almaty zelené město, zlepšit infrastrukturu a postavit metro, to vše do roku 2030. Téměř polovina starého města stojí v zahradách s nízkopodlažními domky, včetně mezinárodního hotelu z roku 1909. Architektonicky zajímavou budovu s obavovací halou má i místní mezinárodní letiště, se zajímavým pohledem na pásy hor za městem.
Nad městem je vršek Koktube (s výletní restaurací), dosažitelný jak lanovkou, tak i po úzké silnici.
Snad jedinou historickou památkou je pravoslavný kostel Panny Marie, přeměněný v roce 1950 na muzeum. V roce 2022 funkční je také pravoslavný Chrám Nanebevstoupení Páně (Almaty) z roku 1904, který byl církvi vrácen v roce 1995.

## Geografie
Město Almaty se nachází přímo v centru Eurasie, v jihovýchodní části Kazachstánu, na 77° východní délky a 43° severní šířky, na úpatí hory Alatau, nejsevernější část pohoří Ťan-šan, ve výšce 600–1650 metrů nad mořem.
Podnebí města je ostře kontinentální, s velkými výkyvy teplot, a to nejen v průběhu roku, ale i v průběhu dne. Ve výšce pod 600 metrů nad mořem, severní část Almaty, se už začínají objevovat stepi a polopouště. V jižní části, ve výšce nad 1500 metrů nad mořem, v okolí údolí Medeo, už pocítíte dech ledovce. V tomto údolí byla postavena protilavinová přehrada (není zaplněna vodou) a pod ní známý vysokohorský rychlobruslařský stadion "Medeo".
Hora Alatau poskytuje útočiště pro velké množství zvířat i rostlin, proto okolí Almaty patří do Ile-Alatauského národního parku s velkým množstvím přírodních rezervací. Mnoho vzácných ptáku a zvířat, žijících zde, jsou přísně chráněná. Mezi ně patří irbis, jenž nyní zdobí znak města Almaty.
Na úpatí hor, do 50 km od města, jsou obilné, melounové a tabákové plantáže. Také zde najdeme rozsáhlé vinice a ovocné sady. Více než 8000 ha městských oblastí pokrývají zahrady a parky. Přímo zde se pěstují jabloně odrůdy „Almatynský aport“. Městem protékají řeky Malá almatinka a Velká almatinka. Horské řeky a jezera jsou hlavním zdrojem vodní zásoby pro město.

### Klima
Podnebí je kontinentální, ale relativně mírné, pokud uvažujeme střední a severní Kazachstán. Před letními vedry město chrání jeho relativně velká výška nad mořem, přesto teplota šplhá k 30 °C. Zimu naopak změkčuje teplý vítr z pouští střední Asie, teplota v zimě klesá na −10 °C. Velká nadmořská výška přináší hodně sněhu, který není výjimkou ani na začátku května, což často vede ke ztrátě na úrodě zeleniny a ovoce.
- Průměrná rychlost větru – 1,2 m/s
- Průměrná roční teplota – 9,0 °C

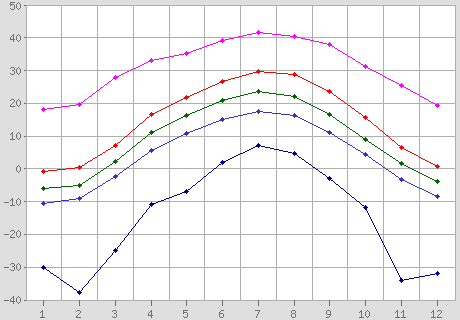
Graf teplot v průběhu roku.
(Absolutní maximum, Střední maximum, Průměrna, Střední minimum, Absolutní minimum)

- Průměrná vlhkost – 62 %

#### Teploty v průběhu roku
|                        | Led          | Úno          | Bře          | Dub          | Kvě         | Čer         | Čvc         | Srp         | Zář         | Říj          | Lis          | Pro          |
| ---------------------- | ------------ | ------------ | ------------ | ------------ | ----------- | ----------- | ----------- | ----------- | ----------- | ------------ | ------------ | ------------ |
| Absolutní maximum (°C) | 18,2 (2002)  | 19,0 (1979)  | 28,0 (2000)  | 33,2 (1946)  | 35,1 (1932) | 39,3 (1977) | 41,7 (1997) | 40,5 (1944) | 38,1 (1998) | 31,1 (1985)  | 25,4 (1979)  | 19,2 (1989)  |
| Střední maximum (°C)   | −0,2         | 1,4          | 7,0          | 17,2         | 21,6        | 26,7        | 29,8        | 28,7        | 23,8        | 15,9         | 7,5          | 2,4          |
| Průměrná (°C)          | −5,4         | −4,1         | 1,7          | 11,4         | 16,1        | 21,0        | 23,7        | 22,3        | 17,2        | 9,5          | 2,0          | −2,7         |
| Střední minimum (°C)   | −9,6         | −8,2         | −2,6         | 6,1          | 10,5        | 15,2        | 17,8        | 16,3        | 11,2        | 4,5          | −2,1         | −6,7         |
| Absolutní minimum (°C) | −30,1 (1969) | −37,7 (1951) | −24,8 (1920) | −10,9 (2003) | −7,0 (1931) | 2,0 (1927)  | 7,3 (1926)  | 4,7 (1978)  | −3,0 (1969) | −11,9 (1987) | −34,1 (1952) | −31,8 (1952) |

 Zdroj pogoda.ru.net 

#### Sněhové informace

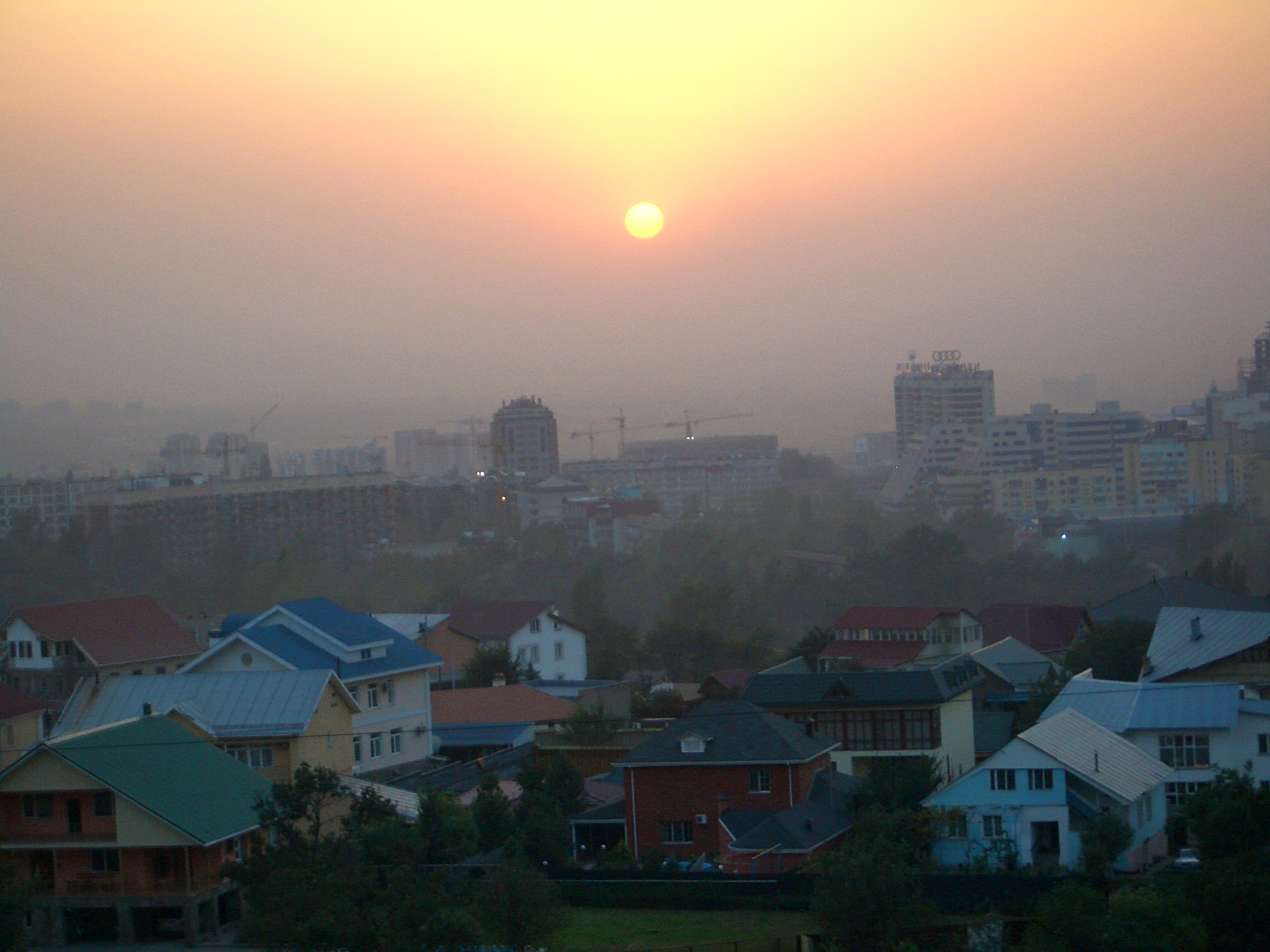
Smog nad městem Almaty.

|                      | Zář | Říj | Lis | Pro | Led | Úno | Bře | Dub | Kvě | Čer |
| -------------------- | --- | --- | --- | --- | --- | --- | --- | --- | --- | --- |
| Počet dní            | 0   | 1   | 11  | 21  | 29  | 25  | 13  | 1   | 0   | 0   |
| Průměrná výška (cm)  | 0   | 0   | 3   | 7   | 15  | 16  | 5   | 0   | 0   | 0   |
| Maximální výška (cm) | 0   | 16  | 36  | 45  | 55  | 54  | 66  | 18  | 2   | 0   |

 Zdroj pogoda.ru.net 

### Ekologické problémy
Město má kvůli svému umístěni v podhůří poměrně složitou ekologickou situaci. Stejně jako jiná města (Athény, Los Angeles) s podobným umístěním, tak i Almaty dnes čelí ekologickým problémům jako je znečištění ovzduší, nedostatek stavebních ploch, imigrace obyvatelstva do centra města, přelidnění atd. Město bylo při stavbě navrženo pro 400 000 obyvatel, nicméně dnes tu žije 1,3 milionu přihlášených obyvatel, po přičtení satelitních čtvrtí v okolí města se číslo vyšplhá až na 1,5 mil. obyvatel.
Přestěhování hlavního města do Astany umožnilo zmírnit neúměrný tlak migrace. Z města se odstěhovalo cca 300 000 lidí do nového hlavního města, ale problém se tím úplně nevyřešil. Kazašskému prezidentovi Nazarbajevovi přichází stále více nabídek od stavebních firem, které nabízí strhnout staré budovy a na jejich místě postavit větší bytové komplexy. Prezident naopak chce prosadit zákaz stavby nových budov s tím, že další rozšiřování zničí veškerou zeleň ve městě a později i okolí hor.

### Satelitní města Almaty

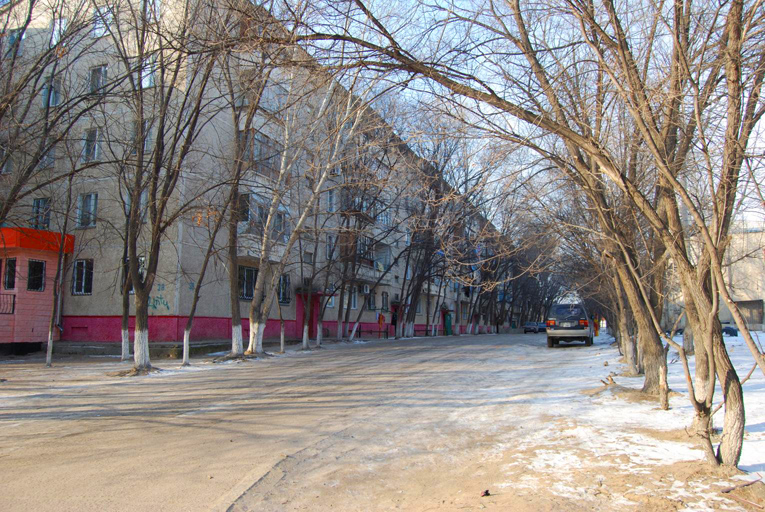
Sídliště v satelitním městě Kapčigaj.

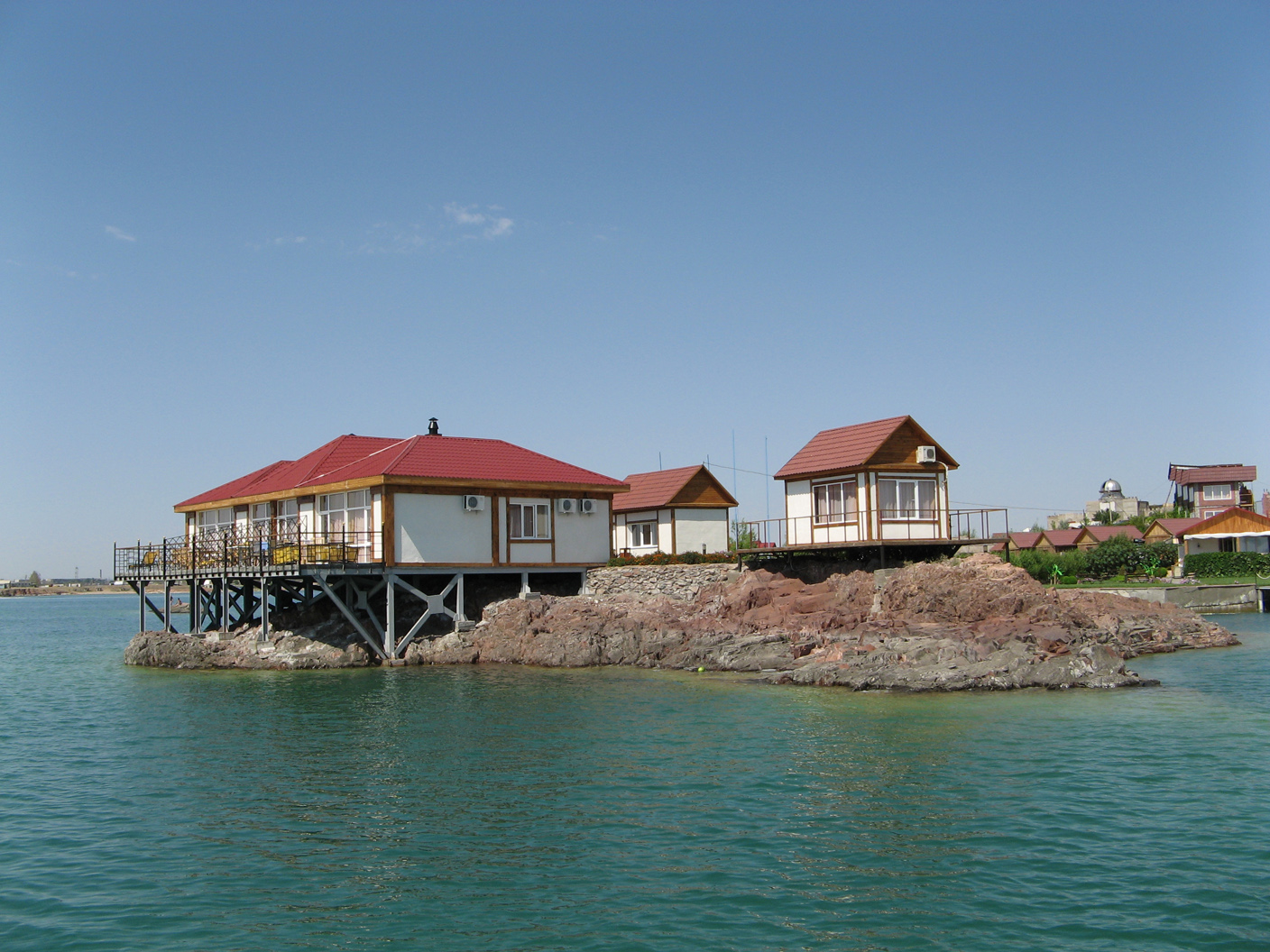
Chatky u jezera Kapčigaj ve stejnojmenném městě.

Charakteristickým rysem satelitních města Almaty je jejích umístěni na severu, západu a východu a plně zastavěny jih, kde se nachází Zaalyjský Alatau.
Hlavní satelitní města v okruhu 50 km jsou: 

Západ
- Boraldaj
- Kaskelen
- Šamalgan
- Uzun-Agáč
- Kargaly

Sever
- Otegen batyr
- Dmitrievka
- Žetygen
- Kapčagaj

Východ
- Talgar
- Esik
- Turgeň

Severovýchod
- Bajterek
- Evgenievka

## Školství
V období, kdy byla Almaty hlavním městem republiky Sovětského svazu, byla vybudována hustá síť škol, jež integrovaly studenty středoasijských republik i zahraniční studenty a přistěhovalce z Číny. V současné době ve městě působí 13 vysokých škol. 

## Osobnosti
- Dinmuchamed Konajev (1912–1993), kazašský komunistický politik
- Vladimir Žirinovskij (1946–2022), ruský politik, poslanec Státní dumy
- Kasym-Žomart Kemeluly Tokajev (* 1953), kazašský diplomat a politik, od roku 2019 úřadující prezident Kazachstánu
- Olga Šišiginová (* 1968), bývalá kazašská atletka, sprinterka, olympijská vítězka v běhu na 100 metrů překážek z LOH 2000
- Ruslana Koršunovová (1987–2008), kazašská modelka
- Regina Kulikovová (* 1989), bývalá ruská profesionální tenistka
- Zarina Dijasová (* 1993), kazašská profesionální tenistka
- Viktor Sheen (* 1993), český rapper narozený v Almaty
- Dmitrij Balandin (* 1995), kazašský plavec, zlatý medailista v závodě na 200 metrů ve stylu prsa na LOH 2016

## Partnerská města
- Istanbul, Turecko
- Rennes, Francie
- Tucson, Arizona, Spojené státy americké
- Tel Aviv, Izrael
- Petrohrad, Moskva, Rusko
- Taškent, Uzbekistán
- Minsk, Bělorusko
- Kyjev, Ukrajina
- Berlín, Německo
- Urumči, Čína
- Vilnius, Litva
- Džidda, Saúdská Arábie